# 赵家屯站
赵家屯站是一个沈山线上的铁路车站，位于辽宁省北宁市赵屯镇，建于1919年，原为四等站，邮政编码为121309。目前已被撤销。